# Пех, Доминик
Доминик Пех (чеш. Dominik Pech; 4 сентября 2006) — чешский футболист, полузащитник клуба «Славия» (Прага).

## Клубная карьера
Футбольную карьеру начал в академии чешского клуба «Адмира» (Прага). В 2013 году присоединился к футбольной академии клуба «Славия» (Прага). 27 мая 2023 года дебютировал в основном составе «Славии» в матче Первой лиги Чехии против клуба «Словацко». 24 октября 2024 года дебютировал в Лиге Европы УЕФА в матче против испанского клуба «Атлетик Бильбао».

## Карьера в сборной
Выступал за сборные Чехии до 17, до 18 и до 19 лет.